# Burmeistera tomentosula
Burmeistera tomentosula är en klockväxtart som beskrevs av Gustav Karl Wilhelm Hermann Karsten. Burmeistera tomentosula ingår i släktet Burmeistera och familjen klockväxter.
Artens utbredningsområde är Colombia. Inga underarter finns listade i Catalogue of Life.